# 1977-es UEFA-kupa-döntő
Az 1977-es UEFA-kupa-döntő két mérkőzését 1977. május 4-én és május 18-án játszották az olasz Juventus FC és a spanyol Athletic Club csapatai. A kupát idegenben szerzett góljával az olasz csapat nyerte.

## Részletek

### Első mérkőzés
| 1977. május 4. |

| Juventus FC  | 1–0         | Athletic Club |
| ------------ | ----------- | ------------- |
| Tardelli 15' | Jegyzőkönyv |               |

| Stadio Comunale, Torino Nézőszám: 75 000 Játékvezető: Charles Corver |

| JUVENTUS:           |   |                      |  |            |
|                     |   |                      |  |            |
| GK                  | 1 | Dino Zoff            |  |            |
| RB                  | ' | Antonello Cuccureddu |  |            |
| CB                  | ' | Claudio Gentile      |  |            |
| CB                  | ' | Gaetano Scirea       |  |            |
| LB                  | ' | Francesco Morini     |  |            |
| MF                  | ' | Marco Tardelli       |  |            |
| MF                  | ' | Giuseppe Furino      |  |            |
| MF                  | ' | Romeo Benetti        |  |            |
| FW                  | ' | Franco Causio        |  |            |
| FW                  | ' | Roberto Boninsegna   |  | lecserélve |
| FW                  | ' | Roberto Bettega      |  |            |
| Cserék:             |   |                      |  |            |
| FW                  | ' | Sergio Gori          |  | becserélve |
| Edző:               |   |                      |  |            |
| Giovanni Trapattoni |   |                      |  |            |

| BILBAO:       |   |                             |
|               |   |                             |
| GK            | 1 | José Ángel Iribar           |
| RB            | ' | José Ignacio Oñaederra      |
| CB            | ' | Francisco Javier Escalza    |
| CB            | ' | Andoni Goikoetxea Olaskoaga |
| LB            | ' | Agustín Guisasola           |
| RM            | ' | Ángel María Villar          |
| CM            | ' | Javier Irureta              |
| CM            | ' | José Ángel Rojo             |
| LM            | ' | José Ignacio Churruca       |
| CF            | ' | Dani                        |
| CF            | ' | Txetxu Rojo                 |
| Cserék:       |   |                             |
| Edző:         |   |                             |
| Koldo Aguirre |   |                             |

### Második mérkőzés
| 1977. május 18. |

| Athletic Club           | 2–1         | Juventus FC |
| ----------------------- | ----------- | ----------- |
| Churruca 11' Carlos 78' | Jegyzőkönyv | Bettega 7'  |

| San Mamés Stadion, Bilbao Nézőszám: 43 000 Játékvezető: Erich Linemayr |

| BILBAO:       |   |                          |  |    |
|               |   |                          |  |    |
| GK            | 1 | José Ángel Iribar        |  |    |
| RB            | ' | José María Lasa          |  | 63 |
| CB            | ' | Agustín Guisasola        |  |    |
| CB            | ' | José Ramón Alexanko      |  |    |
| LB            | ' | Francisco Javier Escalza |  |    |
| RM            | ' | Ángel María Villar       |  |    |
| CM            | ' | José Ignacio Churruca    |  |    |
| CM            | ' | Javier Irureta           |  |    |
| FW            | ' | José María Amorrortu     |  |    |
| FW            | ' | Dani                     |  |    |
| FW            | ' | Txetxu Rojo              |  |    |
| Cserék:       |   |                          |  |    |
| FW            | ' | Carlos Ruiz Herrero      |  | 63 |
| Edző:         |   |                          |  |    |
| Koldo Aguirre |   |                          |  |    |

| JUVENTUS:           |   |                      |  |    |
|                     |   |                      |  |    |
| GK                  | 1 | Dino Zoff            |  |    |
| RB                  | ' | Antonello Cuccureddu |  |    |
| CB                  | ' | Claudio Gentile      |  |    |
| CB                  | ' | Gaetano Scirea       |  |    |
| LB                  | ' | Francesco Morini     |  |    |
| MF                  | ' | Franco Causio        |  |    |
| MF                  | ' | Marco Tardelli       |  |    |
| MF                  | ' | Giuseppe Furino      |  |    |
| MF                  | ' | Romeo Benetti        |  |    |
| FW                  | ' | Roberto Boninsegna   |  | 60 |
| FW                  | ' | Roberto Bettega      |  |    |
| Cserék:             |   |                      |  |    |
| RB                  | ' | Luciano Spinosi      |  | 60 |
| Edző:               |   |                      |  |    |
| Giovanni Trapattoni |   |                      |  |    |

## Lásd még
- 1976–1977-es UEFA-kupa